# کوه امیولت
کوه امیولت (به انگلیسی: Amulet Peak) یک کوه در ایالات متحده آمریکا است که در Matanuska-Susitna Borough, Alaska واقع شده‌است. کوه امیولت ۲٬۵۲۶٫۸۲ متر بالاتر از سطح دریا واقع شده‌است.